# Вэркы-Кэтылькикэ
Вэркы-Кэтылькикэ (устар. Воргэ-Кэтыль-Кыкэ) — река в России, протекает по территории Ямало-Ненецкого АО. Устье реки находится в 71 км по правому берегу реки Кэтыль-Кы. Длина реки составляет 23 км.

## Данные водного реестра
По данным государственного водного реестра России относится к Нижнеобскому бассейновому округу, водохозяйственный участок реки — Таз. Речной бассейн реки — Таз.
Код объекта в государственном водном реестре — 15050000112115300068254.